# Lavija Šurnaitė
Lavija Šurnaitė-Kairienė (Vilnius, 27 febbraio 1979) è una conduttrice televisiva lituana.

## Biografia
Lavija è laureata in giornalismo all'Università di Vilnius. Parla fluentemente lituano, inglese, russo, polacco e spagnolo.
Nel 2005 Lavija ha debuttato nel mondo della televisione lituano, presentando tre stagioni del programma Labas rytas! dal 2005 al 2007. È stata incaricata dall'ente televisivo nazionale LTV (ora LRT) di presentare i risultati del televoto lituano all'Eurovision Song Contest 2006 e 2007. Nel 2007 ha partecipato allo show musicale Lietuvos dainų dešimtukas insieme ad Egidijus Sipavičius. Nello stesso anno è apparsa completamente nuda sulla copertina della rivista lituana MM.
Lavija è stata sposata con l'avvocato Gediminas Ramanauskas dal 2004 al 2007. Nel 2007 Lavija si è risposata con lo specialista in pubbliche relazioni Daumantas Kairys. Con lui nel 2010 ha avuto un figlio, Nojus.

## Programmi TV
- Labas rytas! (LTV, 2005-7)
- Labas vakaras! (LTV, 2007-8)
- Nerealieji (TV3, 2009)
- Išjunk siurblį (LRT, 2009)
- Idėjos namams (LRT, 2011-2)
- Misija interjeras (TV3, 2014)